# Acronicta asiatica
Acronicta asiatica är en fjärilsart som beskrevs av Gustave Arthur Poujade 1888. Acronicta asiatica ingår i släktet Acronicta och familjen nattflyn. Inga underarter finns listade i Catalogue of Life.